# Chaureopa rusticus
Chaureopa rusticus är en snäckart som först beskrevs av Suter 1894.  Chaureopa rusticus ingår i släktet Chaureopa och familjen Charopidae. Inga underarter finns listade i Catalogue of Life.